# Candelina
Candelina — рід лишайників родини Candelariaceae. Назва вперше опублікована 1974 року.

## Класифікація
До роду Candelina відносять 3 види:
- Candelina africana
- Candelina mexicana
- Candelina submexicana